# Mrs. Wiggs of the Cabbage Patch (1919)
Mrs. Wiggs of the Cabbage Patch is een Amerikaanse stomme film uit 1919, geregisseerd door Hugh Ford, met in de hoofdrollen Marguerite Clark en Mary Carr. De film is gebaseerd op het Broadway-toneelstuk van Anne Crawford Flexner uit 1904, dat op zijn beurt een bewerking is van de gelijknamige roman van Alice Hegan Rice uit 1901.

## Verhaal
Lovey Mary (Marguerite Clark) is opgegroeid in een weeshuis en beschermt er de andere kinderen tegen de monitoren. Nadat Maggie Duncan haar zoontje Tommy daarheen brengt om op te voeden, raakt Mary zo aan het knaapje gehecht dat zij en Tommy weglopen. Ze vinden onderdak bij Mrs. Wiggs (Mary Carr) die in het armste deel van de stad genaamd "Cabbage Patch" woont en die met haar vijf kinderen en talloze dieren sowieso al moeite heeft om de eindjes aan elkaar te knopen. Mary wordt er verliefd op Billy Wiggs.
Nadat Tommy meegenomen wordt door de sheriff verneemt Mary dat Maggie ziek is. Terwijl ze Maggie verzorgt komt ze erachter dat Dick Morgan, Tommy's vader, bang was dat hij onterfd zou worden als hij met Maggie zou trouwen. Nadat Mary Dick ervan heeft overtuigd om met Maggie te trouwen, worden Mary en het gezin van Mrs. Wiggs opgenomen in het huis van Morgan. Wanneer Billy een goede baan in een fabriek krijgt, besluiten hij en Mary te trouwen. 

## Rolverdeling
| Acteur           | Personage            | Opmerkingen      |
| ---------------- | -------------------- | ---------------- |
| Marguerite Clark | Lovey Mary           |                  |
| Mary Carr        | Mrs. Nancy Wiggs     |                  |
| Vivia Ogden      | Miss Tabitha Hazy    |                  |
| Gladys Valerie   | Maggie Duncan        |                  |
| Gareth Hughes    | Billy Wiggs          |                  |
| Jack McLean      | Dick Morgan          | als Jack MacLean |
| Maud Hosford     | Mrs. 'Phroney Morgan |                  |
| Lawrence Johnson | Tommy                |                  |
| May McAvoy       | Australy Wiggs       |                  |

## Trivia
- Een van de weinige overgebleven stomme films van Marguerite Clark[3]